# تپه ناورو
تپه ناورو مربوط به دوره اشکانیان است و در شهرستان کرمانشاه، بخش مرکزی، دهستان میان دربند، ۷۰۰ متری غرب روستای یاوری واقع شده و این اثر در تاریخ ۷ خرداد ۱۳۸۷ با شمارهٔ ثبت ۲۲۷۹۸ به‌عنوان یکی از آثار ملی ایران به ثبت رسیده است.